# Ultravox
Ultravox és un grup musical britànic, actiu des de mitjans de la dècada del 1970 fins a finals de la dècada del 1980, amb reaparicions puntuals. Inicialment formaven part del moviment post-punk, però a poc a poc anaren utilitzant més instruments electrònics com els sintetitzadors o les caixes de ritmes i s'implicaren en el moviment New wave. El seu primer gran èxit fou la cançó "Vienna", que arribà al número 2 britànic a principis de 1981; fins i tot van participar en el concert Live Aid de 1985.

## Biografia

### Els Ultravox de John Foxx

#### Les primeres passes:Tiger Lily
Dennis Leigh, originari de Lancashire, era un apassionat de l'art i, a principis dels anys 70, havia ingressat com a estudiant al Royal College of Art de Londres. El 1974, ja havent adoptat el pseudònim de John Foxx, formà el seu primer grup —anomenat Tiger Lily— amb el guitarrista Steve Shears, el baixista Chris Allen (que després es canvià el nom a Christopher St. Johns i, finalment, a Chris Cross) i el bateria Warren Cann, a qui reclutaren després de posar un anunci a la publicació Melody Maker. Amb aquesta formació Tiger Lily començaren els assajos a una botiga situada a prop de l'estació de tren de King's Cross, i als pocs mesos el grup va fer els seus primers concerts, a Chorley i a Londres. Després d'aquestes actuacions el grup fitxà un nou membre, el teclista i violinista Billy Currie; aviat Tiger Lily enregistraren el seu primer senzill, "Ain't Misbehavin'"/"Monkey Jive" (1975); tot i que passà bastant inadvertit, el Melody Maker va dedicar-los una crítica molt favorable.
El 1976 la discogràfica Island Records edità una recopilació anomenada "Rock & Reggae & Derek & Clive", en què la banda participà amb la composició "The Wild, the Beautiful and the Damned"; tanmateix, com que havien abandonat el nom de Tiger Lily i no li havien trobat encara un substitut, Island Records posà, com a nom, un signe d'interrogació al costat de la seva peça. Aquest enregistrament significà la primera col·laboració de la banda amb Brian Eno, que va ser el seu productor.

#### Canvi de nom i primers discos
Finalment, el quintet trobà un nou nom: Ultravox!, amb un signe d'exclamació en homenatge a Neu!, una banda important de rock alemanya que els havia influït molt. Així, el 1977 van publicar un nou senzill, "Dangerous rhythm"/"My sex", novament per a Island Records. El single va tenir molt bona rebuda i les seves crítiques foren també positives, fet que animà al grup a enregistrar el seu primer àlbum, l'homònim Ultravox!, també aparegut el 1977 i també produït per Brian Eno. Encara amb poca presència dels sintetitzadors, el disc de debut dels Ultravox! fou relacionat amb el glam i comparat amb l'estil de grups com Roxy Music i cantants com Bryan Ferry o David Bowie. John Foxx, que ja despuntava com a líder de la banda, intervingué com a compositor a totes les cançons, amb ajudes puntuals dels membres restants.
Un any després, Ultravox! publicaren el seu següent disc, Ha! Ha! Ha!, precedit pel senzill "Young savage". En aquest disc, Ultravox! hi introduïren més instruments electrònics, en particular el sintetitzador ARP Odyssey i la caixa de ritmes Roland TR-77, que deixaven entreveure l'orientació cap al synthpop que prendrien els seus següents treballs; el tema "Hiroshima mon amour" n'és una bona mostra. El 1978 va participar en la quarta edició del Festival Canet Rock.
Després de la gira de promoció del seu segon disc, el grup va decidir de suprimir el signe d'exclamació i passar a anomenar-se, simplement, Ultravox. També va haver-hi canvis en la seva formació: el guitarrista Steve Shears fou reemplaçat per Robin Simon.

#### Tercer disc i sortida de John Foxx
El primer senzill del grup amb el nou nom i la nova formació va ser "Slow Motion"/Dislocation", com a avenç del seu tercer àlbum, Systems of Romance, que aparegué l'11 de setembre de 1978. Tant el senzill com el disc mostren una orientació molt més decidida cap a l'electrònica; "Systems of Romance" fou enregistrat als estudis del productor i enginyer de so Conny Plank, a la localitat alemanya de Neunkirchen-Seelscheid. Un cop més, les crítiques van ser molt positives i les vendes havien progressat; malgrat tot, després d'una gira europea ben rebuda, el grup va rebre la notícia que Island Records havia rescindit el seu contracte. Així doncs, el grup es quedava sense companyia discogràfica.
En aquest moment, els membres del grup prengueren una decisió arriscada: fer una gira promocional, totalment autofinançada, pels Estats Units. Tot i que la gira (que començà a Nova York i acabà a San Francisco) no s'havia publicitat, va funcionar molt bé. Però després de l'últim concert, una forta discussió entre Foxx i els membres restants (amb qui no sempre havia tingut bones relacions) va desembocar en la divisió del quintet: després de tornar a Gran Bretanya, John Foxx seguiria el seu camí en solitari i el quartet restant continuaria enregistrant i actuant com a Ultravox.
Però els problemes no acabaren aquí: Robin Simon havia decidit de quedar-se una temporada a Nova York i no tornà a Gran Bretanya amb els seus companys. Warren Cann s'hi posà en contacte per demanar-li quan tornaria, i Simon li respongué que havia decidit d'abandonar el grup i provar fortuna a Nova York. Per tant, la gira nord-americana havia provocat la baixa de dues places vitals per al grup, la de cantant i la de guitarrista, que havien de ser cobertes com més aviat millor.

### Els Ultravox de Midge Ure

#### El salt cap a l'èxit:Vienna
No passà gaire temps fins que Ultravox trobaren la persona que estaven buscant: Billy Currie havia estat treballant al grup Visage amb Rusty Egan, que li presentà l'escocès James Ure (de nom artístic Midge Ure). Ure era guitarrista, teclista i cantant; aquesta polivalència li valgué la ràpida acceptació dels seus nous companys, i així passà a ser membre d'Ultravox.
Tot i que havien pogut suplir les baixes de Foxx i Simon, els membres d'Ultravox no pogueren posar-se immediatament a treballar en la banda, degut a una sèrie de compromisos amb altres grups: Billy Currie participà en la gira "The Touring Principle" de Gary Numan; Chris Cross tocà amb James Honeyman-Scott (dels Pretenders) i Barry Masters, d'Eddie and the Hot Rods; Warren Cann tocà amb The Buggles i el grup de Zaine Griff, i Midge Ure substituí a Gary Moore en la gira americana i japonesa de Thin Lizzy. Però tan bon punt completaren aquests compromisos, tots quatre es trobaren per enregistrar nou material i buscar una nova companyia discogràfica. El grup presentà el tema "Sleepwalk" a Chrysalis Records (subsidiària d'EMI); la companyia els acceptà i va publicar el tema com a senzill, que arribà al número 29 britànic el 1980.
Animats per aquest èxit, Ultravox compongueren i enregistraren (novament als estudis de Conny Plank) les cançons que acabaren formant part del seu nou disc, Vienna, on mostraren les línies evolutives dels seus discos anteriors, amb més sintetitzadors i caixes de ritmes, que els situaren al corrent synthpop. Els senzills següents ("Passing strangers", "Vienna" i "All stood still") també tingueren molt d'èxit, en especial "Vienna"; tot i que Chrysalis no estava segura del seu potencial comercial, el grup insistí perquè fos publicat com a senzill, i fins i tot enregistraren el corresponent vídeoclip a Viena i Londres pel seu compte. "Vienna" arribà al número 2 britànic i, fins a la data, és el seu senzill més reeixit.

#### DeRage in EdenaLament
L'èxit de "Vienna" impulsà Island Records a editar una recopilació (Three into one) dels temes més coneguts dels primers discos d'Ultravox. Mentrestant, el quartet tornà als estudis de Conny Plank per enregistrar el seu nou disc, Rage in Eden (1981), amb un so encara més electrònic i experimental que "Vienna". Tanmateix la seva gira posterior no tingué l'èxit esperat i alguns concerts s'hagueren de cancel·lar.
Com a reacció, el grup buscà la cooperació del productor George Martin, artífex del so dels Beatles, i enregistraren amb ell l'àlbum Quartet (1982), que inclou un altre dels seus temes més coneguts, "Hymn"; el seu èxit els animà a realitzar la seva gira més ambiciosa, el Monument Tour, entre 1982 i 1983, any en què aparegué publicat el disc en directe Monument, testimoni del concert que el grup realitzà al Hammersmith Odeon el mes de desembre de 1982.
L'èxit d'Ultravox continuà creixent amb el disc Lament, publicat el 1984; "Lament" conté una altra peça força coneguda, "Dancing with tears in my eyes", que arribà al número 3 britànic. La popularitat d'Ultravox tocava sostre, i així el grup va tocar al concert Live Aid de 1985; amb anterioritat, Ure havia compost (juntament amb Bob Geldof) el tema "Do they know it's Christmas?", que serví per recaptar fons per a Etiòpia. La cançó (que comptà amb la col·laboració dels músics més importants del pop i rock britànic i irlandès del moment) arribà ràpidament al número 1 el desembre de 1984.
També el 1985 Ultravox editaren una recopilació, The Collection, amb un tema nou, "Love's great adventure", amb un vídeo inspirat en les pel·lícules d'Indiana Jones. Midge Ure edità un disc en solitari, The Gift; el seu senzill "If I was" arribà al número 1 a Gran Bretanya.

#### U-Vox: declivi i separació
El 1986 Ultravox enregistraren un nou àlbum, U-Vox, que tot i entrar al Top 10 britànic, significà un descens de vendes considerable. Warren Cann no completà les seves sessions d'enregistrament, deixà el grup i se n'anà a viure als Estats Units per treballar-hi com a actor. "U-Vox" significà un gir més pronunciat cap a la comercialitat del seu so, i comptà amb el grup The Chieftains per donar un toc celta a la balada "All fall down", de títol premonitori. Després de la gira de 1987, les activitats d'Ultravox van quedar en suspens, fins que el novembre de 1988 s'anuncià oficialment la seva separació.
Després de la dissolució d'Ultravox, Cross es dedicà a la psicoteràpia, Currie formà el grup Humania amb Roger Simon i Midge Ure continuà amb la seva carrera en solitari, que li donà un nou èxit el 1998 amb el tema "Breathe", inclòs a una campanya publicitària de rellotges.
Durant aquests anys s'editaren diverses recopilacions d'Ultravox, algunes de les quals recopilaven Cares B i material poc conegut del grup.

### Reunions
Currie tornà a actuar amb el nom d'Ultravox, enregistrant els discos Revelation el 1992 (amb Tony Fenelle com a cantant) i Ingenuity el 1996, amb la veu de Currie liderant un quintet.
Per novembre de 2008 s'anuncià a la pàgina oficial del grup la reunió de la seva formació clàssia (Ure, Cross, Cann, Currie) per a una gira britànica ("Return to Eden") d'abril del 2009, la primera vegada que els quatre membres toquen junts des del 1985.

## Discografia
- Ultravox! (1977)
- Ha!-Ha!-Ha! (1977)
- Systems of Romance (1978)
- Vienna (1980)
- Rage in Eden (1981)
- Quartet (1982)
- Lament (1984)
- U-Vox (1986)
- Revelation (1993)
- Ingenuity (1996)
- Brill!ant (2012)